# 8721 AMOS
8721 AMOS (1996 AO3) là một tiểu hành tinh nằm phía ngoài của vành đai chính được phát hiện ngày 14 tháng 1 năm 1996 bởi AMOS ở Haleakala.